# 勒法韦特 (阿摩尔滨海省)
勒法韦特（法語：Le Faouët，法語發音：[lə fawɛt]）是法国阿摩尔滨海省的一个市镇，位于该省北部，属于圣布里厄区。

## 地名
该地名“Le Faouët”发音为[lə fawɛt]，末尾字母“s”发音，《世界地名翻译大辞典》与《世界地名译名词典》将其误译作“勒法韦”。

## 地理
勒法韦特（48°40'59"N, 3°4'26"W）面积7.55 平方千米，位于法国布列塔尼大區阿摩尔滨海省，该省份为法国西北部沿海省份，位于布列塔尼半岛北部，北濒大西洋英吉利海峡，西接菲尼斯泰尔省，南至莫尔比昂省，东临伊勒-维莱讷省。
与勒法韦特接壤的市镇（或旧市镇、城区）包括：朗莱夫、康佩尔盖泽内克、圣克莱特、圣吉勒莱布瓦、特雷梅旺、特雷韦雷克。
勒法韦特的时区为UTC+01:00、UTC+02:00（夏令时）。

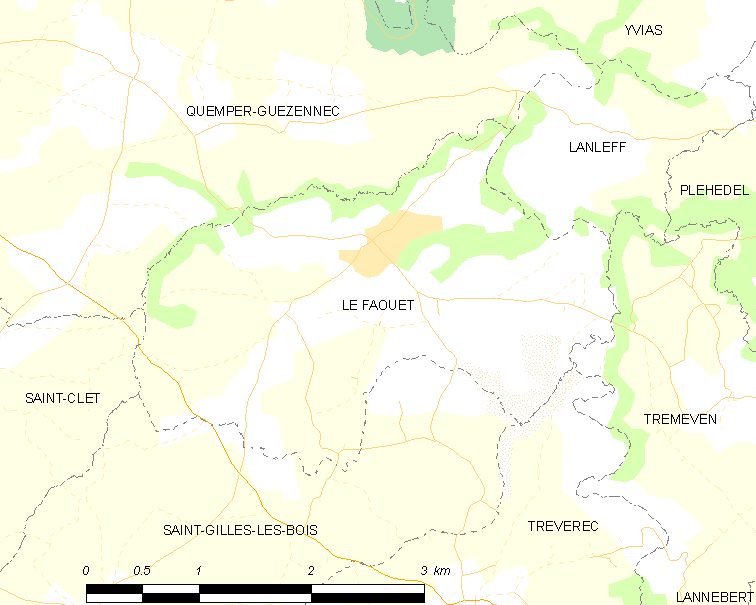
勒法韦特的OSM定位图

## 行政
勒法韦特的邮政编码为22290，INSEE市镇编码为22057。

## 政治
勒法韦特所属的省级选区为普卢阿县。

## 交通
阿摩尔滨海省省道D67线、D77线和D96线在境内交汇，D6线从境内西南部过境。

## 人口

1962-2008年间勒法韦特人口变化图示

勒法韦特于2022年1月1日时的人口数量为410人。